# 설장구
설장구는 원래 풍물패의 구성원 중 장구치배의 리더를 일컫는 말이다. 
주로 상장구, 수장구라는 말이 더 많이 쓰이고, 설장구라는 말은 장구만을 연주하는 개인놀이 또는 장구 놀음을 지칭한다.🎼